# SINGLE COLLECTION -2006 - 2008- 〜A-side trax〜
『SINGLE COLLECTION -2006 - 2008- 〜A-side trax〜』（シングルコレクション - エーサイドトラックス）は、DJ OZMAのベストアルバム。

## 概要
初回限定盤はDVD付き。内容はPV集で、収録曲・曲順はCDと同じ。

## 収録曲
1. アゲ♂アゲ♂EVERY☆騎士
2. 純情〜スンジョン〜
3. One Night
4. 疾風迅雷〜命BOM-BA-YE〜
5. E.YO.NE!!
6. Lie-Lie-Lie
7. Spiderman
8. TOKYO BOOGiE BACK
9. For You
10. 六本木ツンデレラ
11. 人気者で行こう!